# Colonel Sanders
Pour les articles homonymes, voir Sanders.
 (avril 2015).
Harland David Sanders, plus connu sous le nom de « Colonel Sanders », né le 9 septembre 1890 à Henryville, Indiana, et mort le 16 décembre 1980 à Louisville, Kentucky, est un restaurateur, entrepreneur et philanthrope américain.
Il a été le fondateur puis le promoteur de la chaîne de restauration rapide KFC.

## Biographie

### Débuts (1890-1930)

#### Enfance

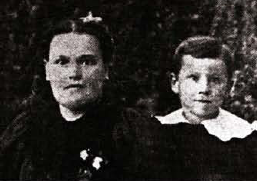
Harland Sanders âgé de sept ans aux côtés de sa mère en 1897.

Harland Sanders naît le 9 septembre 1890 dans une ferme à Henryville dans l'État de l'Indiana, premier d'une famille de trois enfants. Son père, Wilbur David Sanders, est un homme doux et affectueux[non neutre] qui exploite sa ferme de 80 acres jusqu'à ce qu'il se casse la jambe après une chute. Il a ensuite travaillé comme boucher à Henryville pendant deux ans. Il meurt en 1895 alors que Sanders n'est âgé que de cinq ans. Sa mère, Margaret Ann Dunleavy, aide ménagère, est une fervente chrétienne et un parent strict qui avertit continuellement ses enfants des « méfaits de l'alcool, du tabac, des jeux d'argent et des sifflements le dimanche ». Après la mort de son mari, elle quitte son emploi pour travailler dans une conserverie de tomates, où elle exerce la nuit afin de subvenir aux besoins de sa famille, et confie donc à son fils aîné Harland le soin de tenir la maison pendant son absence. Préparant le repas pour sa fratrie, il apprend petit à petit les techniques culinaires et développe une véritable passion pour la cuisine. Il prend également son premier emploi à l'âge de dix ans dans une ferme voisine pour rapporter un peu d'argent à sa famille qui peine de plus en plus à subsister. Il quitte l'école deux ans plus tard afin de se consacrer exclusivement au travail lorsque sa mère, désespérée, épouse un riche fermier producteur de denrées alimentaires. À la suite, la famille nouvellement reconstituée part s'installer dans la banlieue d'Indianapolis, où Sanders ne reste qu'un an. Sous l'impulsion de son nouveau mari, sa mère décide de le renvoyer dans le comté de Clark où il passe toute son adolescence.

#### Jeunesse
D'abord ouvrier agricole dans une ferme, il est logé, nourri, blanchi et payé 15 $ par mois jusqu'à l'âge de 15 ans. Il devient ensuite conducteur de tramway dans la ville de New Albany (Indiana). En 1906, bien que n'ayant pas l'âge requis, il s'engage dans l'armée américaine en tant que simple soldat et part un an à Cuba faire son service militaire. À son retour il épouse Josephine King, à Jasper en Alabama, avec laquelle il a trois enfants. Durant leurs premières années de vie commune, le couple déménage au Tennessee, en Arkansas, puis enfin à nouveau dans l'Indiana. Ils divorceront en 1947.
Sanders exerce de nombreux métiers durant sa jeunesse. Il travaille d'abord comme vendeur d'assurances à Jeffersonville, dans l'Indiana, puis lance sa propre société de bateaux à vapeur sur l'Ohio. Il finit par être nommé secrétaire à la chambre de commerce et d'industrie de Columbus où il rencontre l'inventeur de la lampe à carbure. Fasciné par cette découverte, il s'empresse d'acheter les droits de fabrication et ouvre une manufacture qu'il doit malheureusement fermer peu de temps après en raison d'un vaste programme d'électrification lancé dans les campagnes, qui rend son affaire obsolète.
Ruiné, Sanders se résout à prendre un emploi de cheminot à l'Illinois Central Railroad, société des chemins de fer du centre des États-Unis. Ce travail se révèle être passionnant pour Sanders qui raconte s'être un jour fait embarquer par hasard dans un train en direction du sud ; ce furent ses premiers pas au Kentucky. Il continue à alimenter les locomotives en charbon pendant cinq autres années. Afin d'occuper son temps libre, il prend des cours par correspondance et obtient un diplôme de droit à la Southern University. Il profite de son licenciement en 1915 pour entamer une carrière juridique en devenant juge de paix à la cour de Little Rock, Arkansas. Après plusieurs années de succès et de prospérité, Sanders est contraint de mettre un terme à sa carrière, ayant été radié de la profession après une bagarre avec un client en pleine salle d'audience. Bien que disculpé des accusations de coups et blessures, il ne put jamais reprendre son emploi et laisse le droit derrière lui.

Fiche d'inscription militaire pour la Première Guerre mondiale établie par Harland David Sanders en 1917
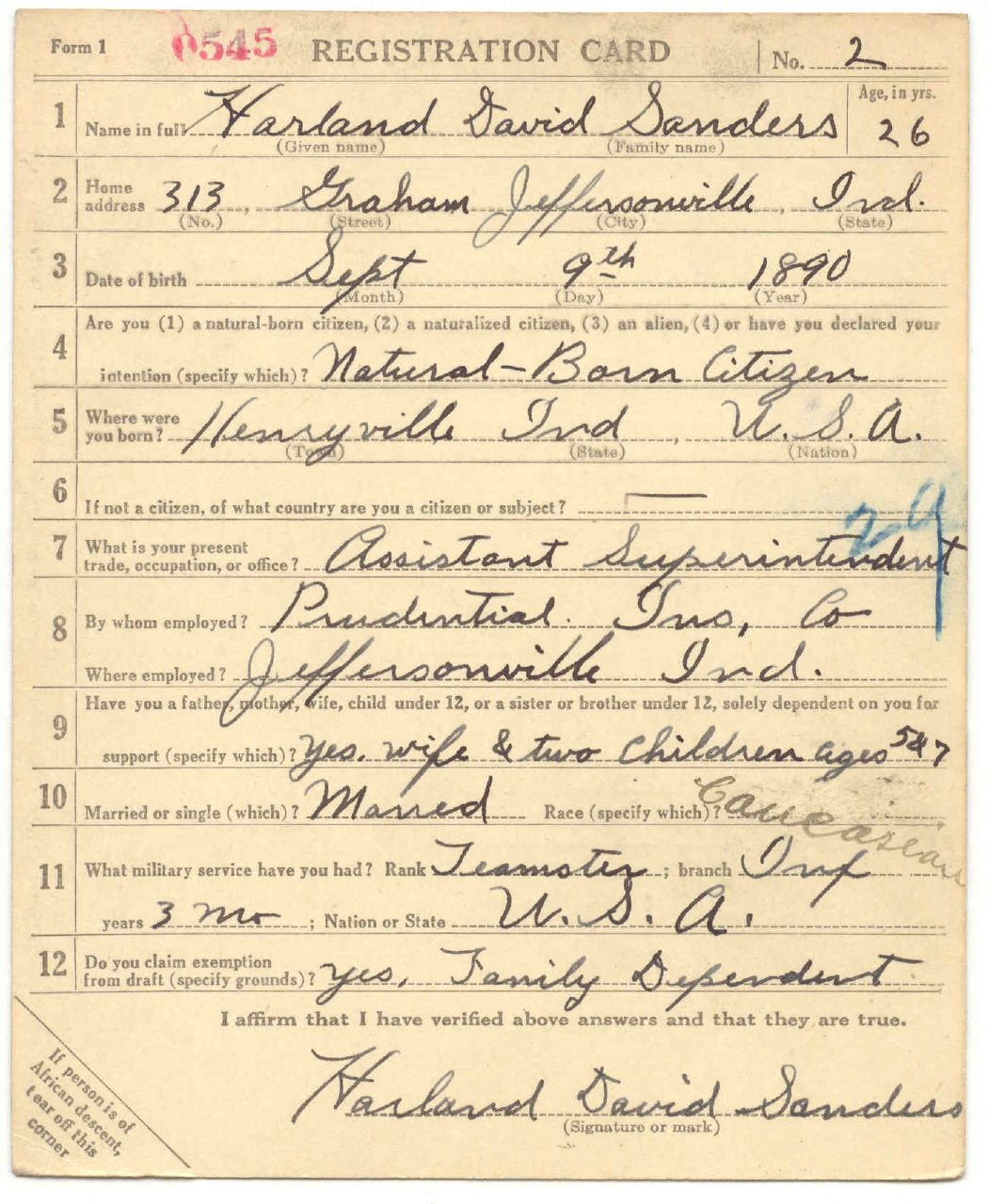
recto.
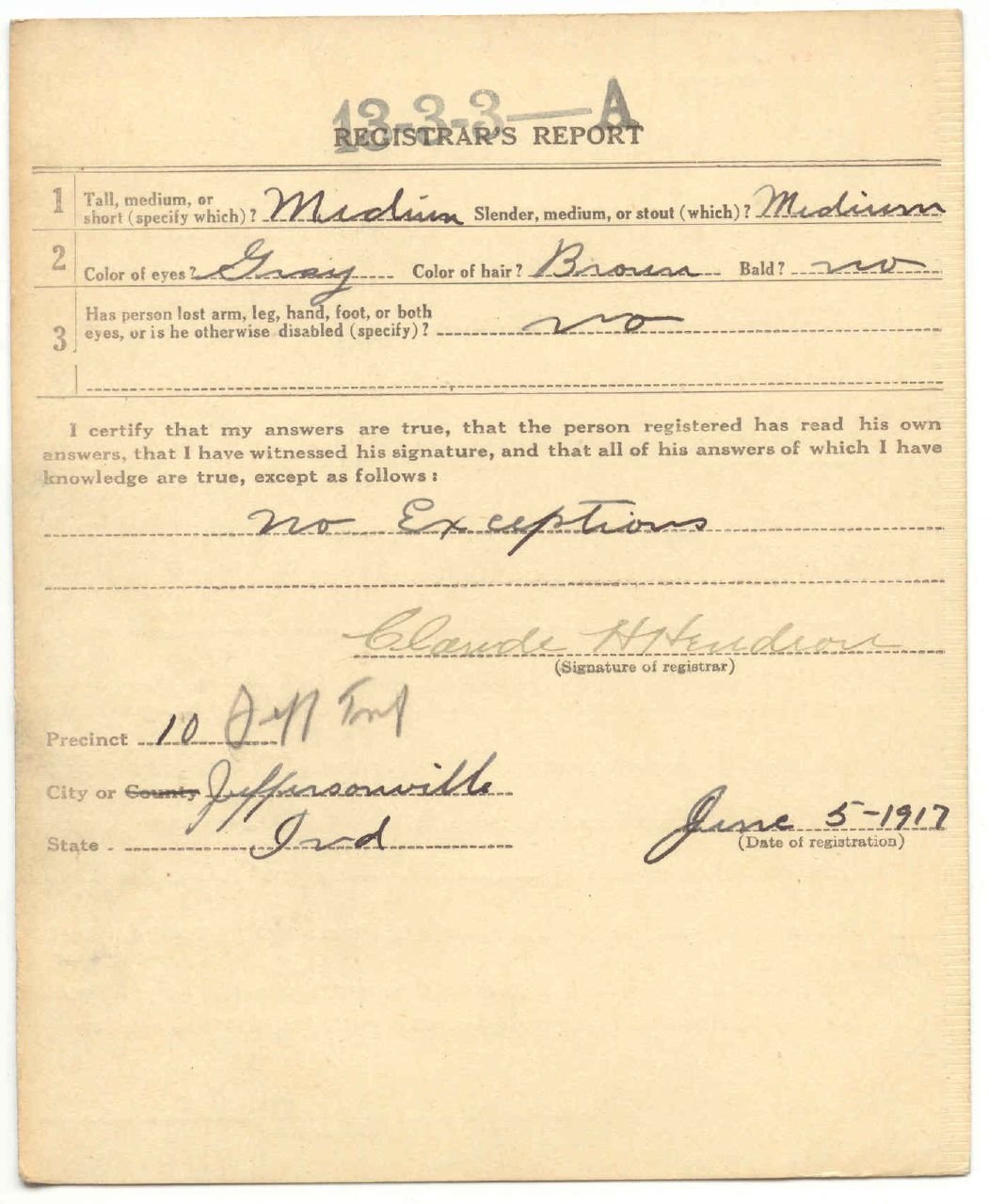
verso.

### Du Sanders Café au premier Kentucky Fried Chicken (1930-1959)

#### Apparition du Colonel

Ancien logo de KFC représentant le Colonel Harland Sanders.

Au début de l'année 1930, Sanders déménage avec sa famille à Corbin dans le Kentucky, près des montagnes Appalaches, où il ouvre une station-service Shell. Le trafic diminuant en cette période de Grande Dépression, il a l'idée de cuisiner pour ses clients des spécialités du sud des États-Unis comme du poulet frit, du jambon, de la purée de pommes de terre ou encore des biscuits. Comme il ne possède pas de restaurant, il sert ses clients dans ses propres appartements à l'arrière de sa station-service, autour d'une unique table de six couverts. Son succès le fait connaître aux alentours et il finit par s'installer en 1931 dans un café-restaurant de 142 couverts de l'autre côté de la rue, le Sanders Café. Il y endosse les rôles de chef cuisinier, de caissier mais aussi de pompiste. Le Sanders Café est un restaurant familial qui sert une cuisine simple et traditionnelle.
Afin de se perfectionner dans la gestion, en 1935, Sanders part huit semaines en stage à l'université Cornell. À son retour, le gouverneur du Kentucky, Ruby Laffoon, lui accorde le titre honorifique de « colonel du Kentucky » (Kentucky Colonel) pour le récompenser de sa contribution à la cuisine américaine. En 1939, le restaurant brûle dans un incendie. Il le rebâtit en y annexant un motel. Son nouvel établissement s'appelle le « Sanders Court and Café » et il attire de plus en plus de clients, ceux-ci ne venant bientôt plus pour l'essence mais pour le poulet du Colonel. Il était habituel, dans les motels américains des années 1940, de visiter les chambres avant de choisir de s'y installer. Sanders installe donc à l'intérieur même de la salle de restaurant une réplique d'une des chambres de l'hôtel, encourageant ainsi les commerciaux à rester dormir. Il va même jusqu'à placer une reproduction des toilettes des femmes, sachant d'expérience que le droit de veto sur le choix de la chambre revient habituellement aux femmes et pas aux hommes. La popularité locale du Colonel atteint des sommets en 1939, lorsque le critique gastronomique Duncan Hines répertorie le Sanders Court and Café dans son guide Adventures in Good Eating. Pendant les neuf années qui suivent son arrivée à Corbin, il s'attèle à perfectionner sa cuisine et invente sa recette secrète de poulet frit aux onze herbes et aromates, qui serait encore utilisée de nos jours dans les restaurants KFC. Son principal problème reste le temps de cuisson du poulet, 30 minutes au moins, ce qui est bien trop long pour ce que l'on pourrait commencer à appeler les prémices de la restauration rapide. Il refuse d'utiliser une friteuse comme beaucoup d'autres restaurants, reprochant à l'appareil d'altérer le goût de la viande. Il assiste à une démonstration dont le but est de promouvoir une nouvelle invention, l'autocuiseur. Sanders découvre à quel point les haricots verts utilisés par le démarcheur cuisent rapidement ; il achète un appareil dans l'espoir de régler son souci de cuisson. Le Colonel avait vu juste et, après quelques modifications, l'autocuiseur cuit un poulet en neuf minutes seulement, tout en faisant ressortir le goût et les arômes de sa recette.
En 1949, Sanders décide de se remarier et épouse Claudia Ledington, une employée. La même année il est une fois de plus honoré du titre de Colonel du Kentucky par le Lieutenant Gouverneur Lawrence Weatherby. Il décide d'en jouer en se faisant appeler Colonel et en arborant le costume stéréotypé du « gentleman du sud », se créant ainsi un personnage emblématique, idéal pour son affaire.

#### Système de franchise
Durant la Seconde Guerre mondiale, le rationnement du carburant agit sur le trafic en baisse constante, obligeant le Colonel à fermer son motel en 1942. La valeur de ce dernier atteint 165 000 $ au début des années 1950. Convaincu de la qualité et du potentiel de sa recette secrète, il se lance en 1952 dans le franchisage de restaurants de poulet. Entrant sous contrat avec des cuisiniers à qui il vend ses produits, il reçoit 4 cents par poulet vendu. Le premier établissement à être franchisé se trouve au 3900, South State Street à South Salt Lake dans l'Utah, il est dirigé par Pete Harman, un entrepreneur à succès. Ce dernier avait rencontré Harland Sanders lors d'un séminaire sur la restauration peu de temps avant et accepté de créer pour lui une stratégie de franchisage. On lui attribue également l'invention du nom Kentucky Fried Chicken, celle du bucket et enfin celle du slogan Finger lickin' good (« Bon à s'en lécher les doigts »).
En 1956, la construction d'une nouvelle autoroute passant par Corbin, l'U.S. Route 25, contraint le Colonel à abandonner son commerce. La valeur de son café s'étant effondrée, il parvient tout juste à le revendre lors d'une vente aux enchères pour 75 000 $, somme avec laquelle il réussit à rembourser une partie de ses dettes. Ruiné, abattu, Sanders, à l'âge de 66 ans, vit grâce à un chèque mensuel de 105 $ délivré par la Sécurité sociale et à ses maigres économies. N'ayant plus rien à perdre, il emporte avec lui sa recette de poulet frit et embarque à bord de sa Ford 1946. Il sillonne l'Amérique à la recherche de restaurants qui accepteraient de devenir franchisés. On raconte qu'il dut essayer 1 009 fois avant de convaincre un établissement d'investir dans sa recette. Son acharnement finit par payer et il se retrouve à la fin des années 1950 à la tête d'un empire de 400 restaurants en franchise. À la fois gérant et emblème de sa chaîne, le Colonel se retrouve propulsé au rang de véritable icône de l'Amérique, apparaissant dans de nombreuses publicités KFC et événements promotionnels de la chaîne. Aux alentours de 1963, Kentucky Fried Chicken engendre 300 000 $ de profits par an et compte de plus en plus de clients. Le Colonel s'attelle à ne pas divulguer sa recette secrète, engageant pour cela deux fournisseurs différents pour ses herbes et réalisant lui-même la marinade, qu'il envoie ensuite à ses franchisés, aidé de sa femme Claudia.

### Fin de carrière (1959-1970)
En 1959, Sanders déplace le siège social de son entreprise dans de nouveaux locaux situés près de Shelbyville, dans le Kentucky et la vend le 18 février 1964 à des investisseurs, dirigés par le futur gouverneur du Kentucky John Y. Brown, Jr. et Jack Massey, pour deux millions de dollars. Il est d'abord réticent, effrayé à l'idée de ce que les nouveaux propriétaires allaient faire de son affaire, mais se laisse finalement convaincre par ses proches qu'il est grand temps de rendre son tablier. En plus des deux millions, Sanders obtient un salaire annuel à vie s'élevant à 40 000 dollars, qui augmentera plus tard à 75 000 $. Il s'attèle dès lors à promouvoir sa marque, devenant son porte-parole et son ambassadeur officiel. Il offre également la chance à un jeune homme d'affaires, nommé Dave Thomas, de remettre sur pied un restaurant KFC en faillite. En collaboration avec le Colonel, Thomas transforme quatre unités en crise en restaurants à succès rapportant plusieurs millions de dollars à la compagnie. En 1969, Thomas vend ses franchises afin d'ouvrir son premier fast food Wendy's à Columbus (Ohio).
Sanders apparaît dans de nombreuses publicités de sa compagnie entre les années 1950 et les années 1970 et voyage partout à travers le monde pour assister aux inaugurations de nouveaux restaurants KFC. Il se bat également afin de garder ses droits sur KFC au Canada. Il y crée une association de bienfaisance en faveur des églises, des hôpitaux, des scouts et de l'Armée du salut. Il adopte 78 orphelins étrangers.
En 1969, Kentucky Fried Chicken devient une entreprise cotée en bourse ; elle est acquise par Heublin, Inc. deux ans plus tard. Le Colonel ressent bien vite que la qualité de son affaire chute de manière alarmante, si bien qu'en 1974, il attaque sa propre société pour non-respect des clauses imposées. Le procès finit par se régler à l'amiable et c'est KFC qui attaque le Colonel un an plus tard pour diffamation. Mais l'affaire est classée sans suite et Sanders continue à condamner l'exécrable qualité de la nourriture servie dans les restaurants qu'il avait fondés.[réf. nécessaire]

### Retraite (1970-1980)

Logo de la fondation créée par Sanders.

Sanders avait gardé ses locaux dans le Kentucky et, bien vite, il décide d'y ouvrir un nouveau restaurant. Lui et sa femme Claudia choisissent de le nommer Claudia Sanders' The Colonel's Lady Dinner House (La Salle à Manger de Claudia Sanders, la Femme du Colonel). Mais le groupe Kentucky Fried Chicken obtient de la justice que Sanders ne puisse plus utiliser son nom, ou aucun nom comportant le titre de Colonel, dans de futures aventures commerciales. Il est ainsi contraint de changer le nom de sa nouvelle affaire en Claudia Sanders' Dinner House. Il s'en sépare au début des années 1970 et la vend à son amie et employée Cherry Settle et à son époux Tommy. Le lendemain de la Fête des mères 1979, une installation électrique défectueuse met le feu au restaurant. Les pompiers arrivent immédiatement mais le bâtiment est réduit en cendres. Les Settle reconstruisent l'établissement et le rendent à nouveau opérationnel, le décorant avec de nombreux souvenirs de la famille Sanders. Un second Claudia Sanders' Dinner House ouvre dans un hôtel du Kentucky à Bowling Green mais doit fermer dans les années 1980.
En 1974, le colonel Sanders publie deux autobiographies : Life as I have known it has been finger lickin' good (littéralement : Ma vie telle que je l'ai vécue a été bonne à s'en lécher les doigts, adaptée en français sous le titre Le légendaire colonel) et The Incredible Colonel (L'Incroyable Colonel). Deux ans plus tard un sondage le place en deuxième position parmi les personnes les plus populaires au monde.

### Mort et postérité

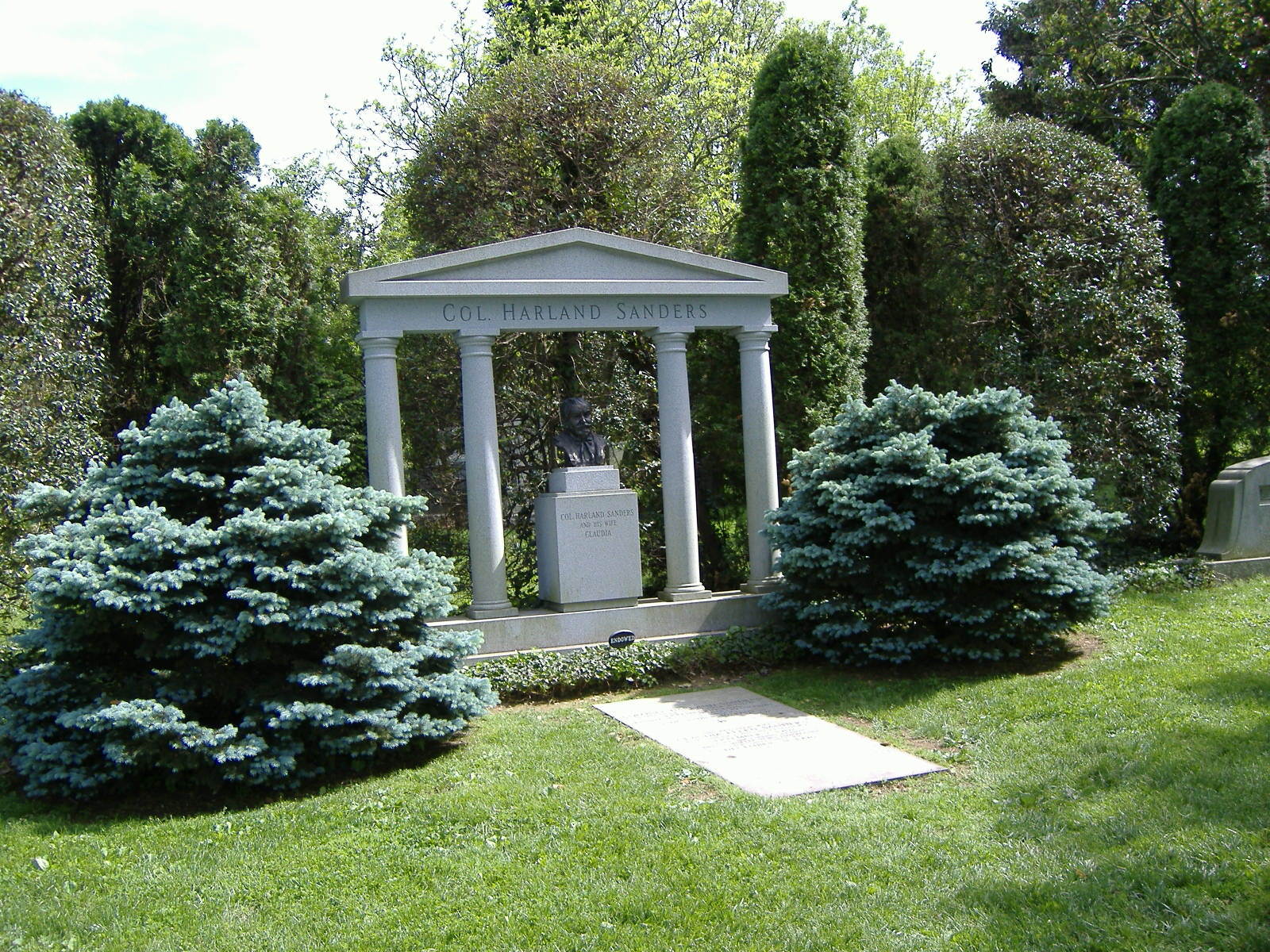
La tombe du colonel Harland Sanders et de sa femme Claudia au cimetière de Cave Hill à Louisville

Harland Sanders meurt d'une leucémie à Shelbyville, le 16 décembre 1980, après s'être battu sept mois contre la maladie. Il est alors âgé de 90 ans. Il est inhumé avec son caractéristique costume blanc et son nœud papillon noir au cimetière de Cave Hill à Louisville (Kentucky), après que son cercueil eut été présenté au public dans la rotonde du Kentucky State Capitol. Quatre jours durant, les drapeaux sont placés en berne dans chaque restaurant KFC du monde entier. Quelques années plus tard, il est remplacé dans les publicités de KFC par une version animée doublée par Randy Quaid.

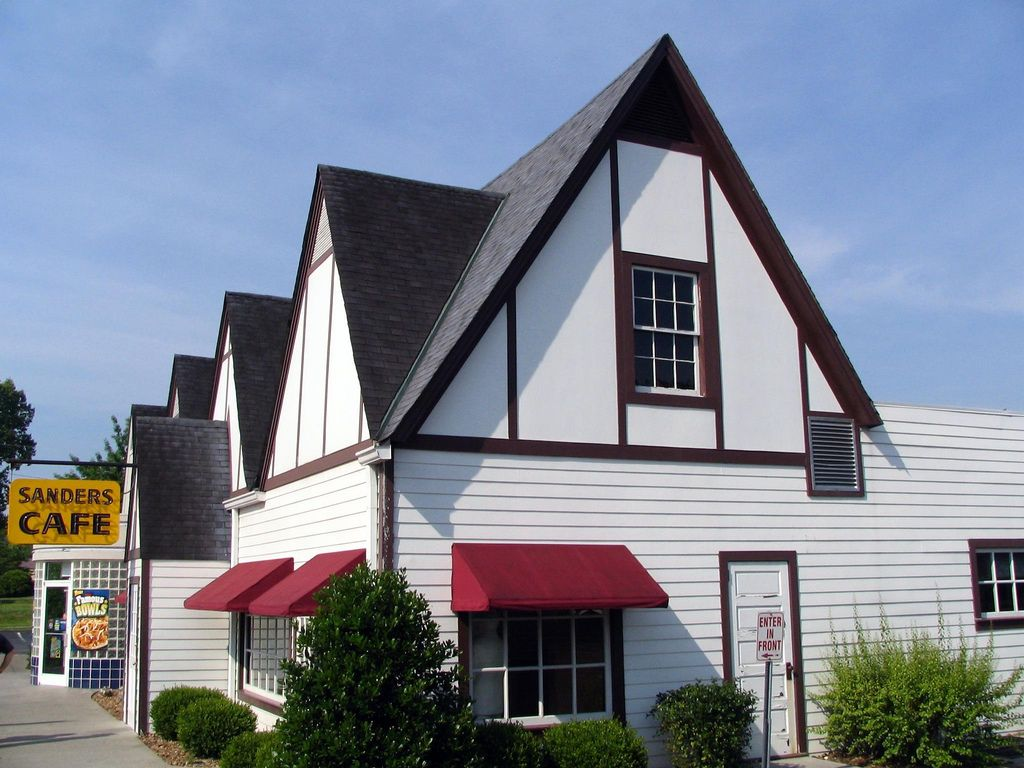
Le motel-restaurant de Corbin dans lequel le Colonel servit pour la première fois son poulet, aujourd'hui réhabilité en restaurant KFC.

La recette secrète du poulet frit aux onze herbes aromatiques reste un des secrets les mieux gardés dans le milieu des entreprises. D'après le portrait de KFC, réalisé par l'émission Unwrapped sur la chaîne américaine Food Network, la sauce serait confectionnée à différents endroits des États-Unis et l'unique exemplaire de la recette serait conservé dans un coffre au siège social de l'entreprise. En 1983, le journaliste William Poundstone affirme avoir commissionné une analyse en laboratoire de la recette secrète. Selon lui, elle ne se composerait en tout et pour tout que de quatre ingrédients — farine, sel, poivre noir et glutamate monosodique — et donne à ses lecteurs des méthodes pour la recréer dans son livre à succès Big Secrets. L'entreprise, de son côté, s'en tient fermement à sa version selon laquelle la recette aux onze herbes est inchangée depuis 1940.
Connu pour son fort tempérament, ses méthodes de management inspirent de nombreux restaurateurs. Pour beaucoup, il a marqué la cuisine par ses méthodes révolutionnaires et reste une « figure » dans le secteur des fast-foods. On lui attribue l'utilisation d'une icône pour promouvoir une marque, du jamais-vu auparavant, et l'idée de vendre de la nourriture peu chère, nourrissante et prête très rapidement à des consommateurs pressés et affamés. Les anciens locaux du Colonel à Louisville sont réaménagés en musée lui rendant hommage ainsi qu'à sa femme. On y trouve une statue taille réelle de Sanders dans un petit théâtre, son bureau exactement comme il l'a laissé, son costume blanc ainsi que sa canne et sa cravate, son autocuiseur, une robe de Claudia et de nombreux autres objets lui ayant appartenu. En 1972, son premier restaurant est classé monument historique par le gouverneur du Kentucky.
La Malédiction du Colonel est une légende urbaine d'Osaka qui lie le sort d'une effigie du Colonel Sanders aux mauvais résultats de l'équipe locale de baseball, les Tigers de Hanshin.

## Publications
Harland David Sanders est l'auteur de deux autobiographies, d'un livre de recettes et de trois albums de musique sortis pour les fêtes de Noël 1967-1969.

### Ouvrages
- Harland Sanders (trad. Laurent Brault), Le légendaire colonel, Québec, Brossard - Un Monde différent, coll. « Réussite », 1981, 191 p. (ISBN 2-920000-41-1) 
  - Version traduite de : (en) Harland Sanders, Life as I have known it has been finger lickin' good, Creation House, Carol Stream, 1974, 144 p. (ISBN 0-88419-053-6)
- (en) Harland Sanders, The Incredible Colonel [« L'incroyable Colonel »], Creation House, Carol Stream, 1974 (ASIN B000BS70I6)
- (en) David Wade (introduction de Harland Sanders), David Wade's Magic Kitchen [« La cuisine magique de David Wade »], Dallas, Texas Bookman, 1981, 304 p. (ASIN B00071QA9W)
- (en) Harland Sanders, Twenty favorite recipes of Col. Harland Sanders Originator of Colonel Sanders' Recipe Kentucky Fried Chicken, 20 p.

### Albums
- 1967 : Christmas Eve with Colonel Sanders (RCA : PRS 256)[28]
- 1968 : Christmas Day with Colonel Sanders (RCA : PRS 274)[28]
- 1969 : Christmas with Colonel Sanders (RCA : PRS 291)[28]